# Dear Mr.Socrates
「Dear Mr.Socrates」（ディアー ミスターソクラテス）は、Twinklestarsの1stシングル。2010年11月28日にLD&K Recordsから発売された。2011年1月26日には同名のDVDが発売された。

## 収録内容

### CD
1. Dear Mr.Socrates
作詞・作曲・編曲：沖井礼二
2. Dear Mr.Socrates（instrumental）

### DVD
1. Dear Mr.Socrates（Music Video）
2. メイキング映像